# 方啟榮
方啟榮，中華民國（台灣）政治人物，曾任高雄市議員及市議會財政小組召集人，
後代表中國國民黨在高雄市選區當選為第一屆第三次增額立法委員。